# Ömer Onan
Ömer Onan (Mersina, 4 febbraio 1978) è un ex cestista e dirigente sportivo turco, attuale coordinatore generale della TBF.

## Carriera
Con la Turchia ha disputato due edizioni dei Campionati mondiali (2002, 2010) e quattro dei Campionati europei (2001, 2003, 2009, 2011).

## Statistiche

### Eurolega
| Anno      | Squadra      | PG  | PT | MP   | TC%  | 3P%  | TL%  | RP  | AP  | PRP | SP  | PP  |
| --------- | ------------ | --- | -- | ---- | ---- | ---- | ---- | --- | --- | --- | --- | --- |
| 2001-2002 | Anadolu Efes | 20  | 2  | 21,9 | 50,7 | 45,8 | 41,3 | 1,2 | 0,6 | 0,7 | 0,1 | 9,6 |
| 2002-2003 | Anadolu Efes | 15  | 2  | 12,7 | 41,4 | 33,3 | 73,3 | 1,2 | 0,7 | 0,7 | 0,0 | 5,1 |
| 2003-2004 | Anadolu Efes | 11  | 1  | 8,2  | 44,0 | 50,0 | 50,0 | 0,5 | 0,1 | 0,2 | 0,0 | 3,2 |
| 2005-2006 | Alpella      | 19  | 9  | 18,3 | 34,2 | 34,0 | 60,7 | 1,2 | 0,7 | 0,7 | 0,0 | 5,8 |
| 2006-2007 | Fenerbahçe   | 13  | 5  | 21,6 | 36,9 | 22,2 | 55,6 | 1,6 | 0,7 | 1,2 | 0,0 | 5,1 |
| 2007-2008 | Fenerbahçe   | 22  | 22 | 24,8 | 42,6 | 35,1 | 44,1 | 1,2 | 1,2 | 1,2 | 0,0 | 7,9 |
| 2008-2009 | Fenerbahçe   | 12  | 11 | 22,5 | 40,2 | 28,6 | 63,6 | 1,0 | 0,6 | 1,6 | 0,0 | 7,5 |
| 2009-2010 | Fenerbahçe   | 8   | 7  | 20,6 | 43,2 | 40,0 | 57,1 | 0,9 | 0,5 | 1,0 | 0,0 | 5,5 |
| 2010-2011 | Fenerbahçe   | 16  | 15 | 24,8 | 50,0 | 40,9 | 65,0 | 1,1 | 0,9 | 0,9 | 0,0 | 8,6 |
| 2011-2012 | Fenerbahçe   | 12  | 10 | 23,9 | 42,9 | 32,1 | 84,8 | 1,2 | 0,5 | 0,7 | 0,0 | 8,6 |
| 2012-2013 | Fenerbahçe   | 21  | 7  | 19,4 | 42,3 | 35,7 | 69,2 | 1,1 | 0,9 | 0,2 | 0,0 | 6,0 |
| 2013-2014 | Fenerbahçe   | 18  | 2  | 9,6  | 39,0 | 30,0 | 50,0 | 0,4 | 0,3 | 0,3 | 0,0 | 2,5 |
| Carriera  | Carriera     | 187 | 93 | 19,2 | 42,9 | 35,7 | 59,7 | 1,1 | 0,7 | 0,8 | 0,0 | 6,4 |

## Palmarès
- Campionato turco: 10

Efes Pilsen: 1996-97, 2001-02, 2002-03, 2003-04
Ülkerspor: 2005-06
Fenerbahçe Ülker: 2006-07, 2007-08, 2009-10, 2010-11, 2013-14
- Coppa del Presidente: 5

Efes Pilsen: 1996, 1998, 2000
Fenerbahçe Ülker: 2007, 2013
- Coppa di Turchia: 8

Efes Pilsen: 1996, 1997, 1998, 2000-2001, 2001-2002
Fenerbahçe Ülker: 2009-10, 2010-11, 2012-13